# Ishin no tō
Ishin no tō (in giapponese: 維新の党), noto altresì con la denominazione di Japan Innovation Party (dall'inglese: Partito dell'Innovazione del Giappone), fu un partito politico giapponese di orientamento liberal-conservatore operativo dal 2014 al 2016.

## Storia
Ishin no tō nacque il 22 settembre 2014 attraverso la confluenza di due distinti soggetti politici:
- Nippon Ishin no Kai (日本維新の会), ovvero «Partito della Restaurazione del Giappone» (Japan Restoration Party), fondato nel 2012 dall'allora sindaco di Osaka Tōru Hashimoto, già promotore dell'«Assemblea per la Restaurazione di Osaka» (大阪維新の会, Ōsaka Ishin no Kai), nata nel 2010;
- Yui no tō (結いの党), ovvero «Partito dell'Unità» (Unity Party), affermatosi nel 2013 su iniziativa di Kenji Eda, fuoriuscito da Minna no tō.

Il partito si presentò alle elezioni parlamentari del 2014 attestandosi al terzo posto col 15,7% dei voti, dietro il Partito Liberal Democratico e il Partito Democratico.
Successivamente si verificò una serie di contrasti interni e, nel 2015, il gruppo che faceva capo ad Hashimoto lanciò il movimento «Iniziative per Osaka» (おおさか維新の会, Ōsaka Ishin no Kai), sulle cui basi si ricostituì il Nippon Ishin no Kai (che però assunse, come denominazione ufficiale inglese, quella di Japan Innovation Party). Ormai disgregatosi, nel 2016 Ishin no tō si fuse col Partito Democratico del Giappone e con «Assemblea della Riforma» (改革結集の会, Kaikaku Kesshū no Kai): nacque così il Partito Democratico Progressista.
Quest'ultimo, a sua volta, nel 2018 dette vita al Partito Democratico per il Popolo, insieme a Kibō no tō (poi ricostituitosi come soggetto a sé stante) e al Partito Liberale.

## Risultati
| Elezione          | Voti      | %     | Seggi    |
| ----------------- | --------- | ----- | -------- |
| Parlamentari 2014 | 8.382.699 | 15,72 | 41 / 475 |